# Irma Bunt
Irma Bunt is een personage uit de James Bondfilm On Her Majesty's Secret Service (1969) en de Bondromans van Ian Fleming On Her Majesty's Secret Service en You Only Live Twice. Ze wordt gespeeld door actrice Ilse Steppat.
Bunt is de handlanger van Ernst Stavro Blofeld; een kenau van een vrouw met een padachtig uiterlijk en een vet Duits accent. Ze heeft Blofelds 'Angels of Death' onder haar hoede, een groep mooie, jonge dames die onder hypnose Blofelds duivelse plan moeten uitvoeren. Bunt ziet erop toe dat James Bond niet te intiem met deze vrouwen omgaat.

## Film
Bunt ontmoet James Bond, of eigenlijk Sir Hilary Bray zoals Bonds dekmantel luidt, op het station in het Zwitserse Lauterbrunnen. Na een prachtige helikopterrit over de Zwitserse Alpen belanden Bunt en Bond in Blofelds hoofdkwartier Piz Gloria. Wanneer Bonds dekmantel wordt ontdekt, is het onder meer Bunt die hem probeert te grijpen, waarbij ze ternauwernood een ongeluk met een ontploffende auto overleeft. Uiteindelijk is het Bunt die aan het eind van de film het laatste woord heeft. Terwijl Bond en zijn kersverse bruid Tracy in een stilstaande auto over koetjes en kalfjes praten, komt Blofeld langsrijden. Achterin zit Irma Bunt met een geweer. Ze vuurt richting Bond, maar het is Tracy die dodelijk wordt getroffen. Blofeld en Bunt ontspringen de dans.

## Boeken
In de film is Bunts rol bijna dezelfde als in het boek van On Her Majesty's Secret Service (1963), alleen is zij niet diegene die Tracy vermoordt maar Blofeld. Bunt komt daarna terug in de volgende Bondroman van Ian Fleming You Only Live Twice (1964), waar Bond in het begin nog helemaal kapot is van de moord op Tracy. Bunt schijnt in deze roman een relatie met Blofeld te hebben, Blofeld wordt echter later in het boek door Bond gewurgd. Irma wordt door Bond tegen de vlakte geslagen met de houten stok waarna Bond het gas afsluit onder het kasteel en ontsnapt. Het kasteel ontploft en vermoedelijk komt Bunt daarbij om.
In een klein verhaal geschreven door Raymond Benson komt zij terug; daarin wil ze wraak nemen op Bond voor de moord op Blofeld. Dit kleine verhaal is slechts alleen door Playboy gepubliceerd.